# Pythodelphys acruris
Pythodelphys acruris är en kräftdjursart som beskrevs av Patricia L. Dudley och Deborah N. Solomon 1966. Pythodelphys acruris ingår i släktet Pythodelphys och familjen Notodelphyidae. Inga underarter finns listade i Catalogue of Life.